# Mevlana-Moschee (Rotterdam)

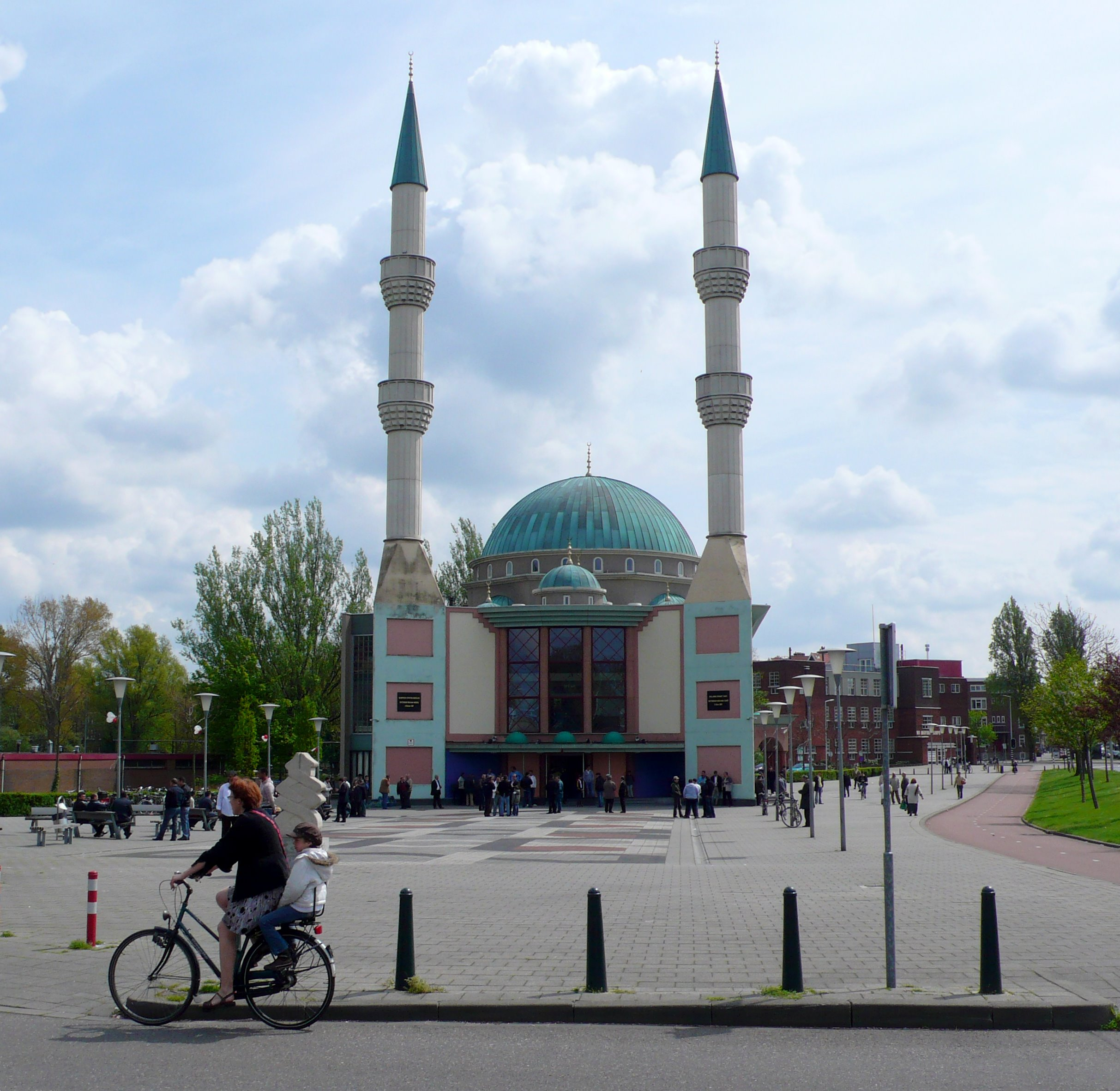
Mevlana-Moschee, 2008

Die Mevlana-Moschee (niederländisch Mevlana Moskee, türkisch Mevlana Camii) ist eine Moschee im Nordwesten von Rotterdam in den Niederlanden, die hauptsächlich der türkisch-niederländischen Gemeinde dient. Die Moschee, die nach dem islamischen Mystiker Dschalal ad-Din ar-Rumi benannt wurde, wurde im Jahr 2001 errichtet und besitzt zwei Minarette. Die Moschee gehört zur Stiftung „Hollanda Diyanet Vakfı“ der türkischen Diyanet.
Das Gotteshaus wurde im Jahr 2006 zum attraktivsten Gebäude Rotterdams gewählt.